# Pablo Longueira
Juan Pablo Longueira Montes (Osorno, 12 de agosto de 1958) é um político chileno de direita e engenheiro industrial que atuou como ministro da Economia, do Desenvolvimento e do Turismo do seu país entre 2011 e 2013. Ele é filiado ao partido de direita União Democrática Independente (UDI) e atuou como senador antes de ser nomeado pelo presidente Sebastián Piñera para integrar o Gabinete. Ocupou o cargo de deputado entre 1990 e 2006.
Em 1981, foi nomeado por Augusto Pinochet como presidente da Federação Estudantil da Universidade do Chile.
Em 30 de março de 2007, ele lançou sua candidatura à presidência para disputar a eleição presidencial em 2009, mas cancelou sua candidatura em 3 de maio.
Em 29 de abril de 2013, a UDI oficializa a candidatura do Sr. Longueira à eleição presidencial (2013), substituindo Laurence Golborne. Em 30 de junho de 2013, Longueira venceu as eleições primárias pelo partido de direita Alianza por Chile, com 51,37% dos votos válidos, contra o candidato da Renovação Nacional, Andrés Allamand, tornando-se o único candidato do partido a disputar nessas eleições. Em 17 de julho de 2013, Longueira retirou, abruptamente, a sua candidatura, citando problemas de saúde pessoal como motivo.
É casado com Cecilia Brinkmann Estévez; eles têm sete filhos. Longueira é católico romano.
Houve a alegação de que seus problemas de saúde pessoal, que tomaram a forma de "depressão", surgiram pouco depois que a oposição política ameaçou tornar público o seu longo caso com a atriz e colega política, Andrea Molina, pouco antes das eleições federais.